# Olga Gromyková
Olga Nikolajevna Gromyková (* 13. března 1978 Vinnycja) je běloruská spisovatelka fantasy. Žije v Minsku, kde absolvovala Běloruskou státní univerzitu v oboru mikrobiologie. Je vdaná a má jednoho syna. Je členkou Svazu běloruských spisovatelů.
Na internetu je známá pod pseudonymem Zaklínačka Volha.

## Dílo
- Ведьмины байки - 2003
- Ведьма-хранительница - 2003
- Профессия: ведьма - 2003
- Верховная Ведьма - 2004
- Белорские хроники -2004
- Верные враги - 2005
- Цветок Камалейника - 2006
- Плюс на минус - 2007
- Год Крысы. Видунья. - 2009
- Год Крысы. Путница. - 2010
- Космобиолухи

## Knihy v češtině
- Povolání: Zaklínačka - 2012